# Somalang
Somalang is een bestuurslaag in het regentschap Pamekasan van de provincie Oost-Java, Indonesië. Somalang telt 1076 inwoners (volkstelling 2010).